# Герб Сан-Браша-де-Алпортела
Ге́рб Са́н-Бра́ша-де-Алпорте́ла — офіційний символ містечка Сан-Браш-де-Алпортел, Португалія. Використовується як територіальний герб. У срібному щиті чорні скелі, на яких росте зелений кам'яний дуб із золотими жолудями і чорним стовбуром. У главі щита дві голови: світлошкірого християнського короля в золотій короні (праворуч) і темношкірого мавританського еміра в срібному тюрбані (ліворуч). Низ щита перетятий трьома хвилястими смугами — двома срібними і однією зеленою. Щит увінчує срібна мурована містечкова корона з чотирма вежами.  Під щитом біла стрічка, на якій великими літерами напис португальською: «vila de S. Brás de Alportel» (містечко Сан-Браш-де-Алпортел).  Офіційно затверджений 22 березня 1941 року.  

## Галерея

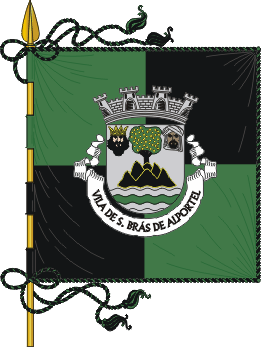
Прапор